# 黒潮

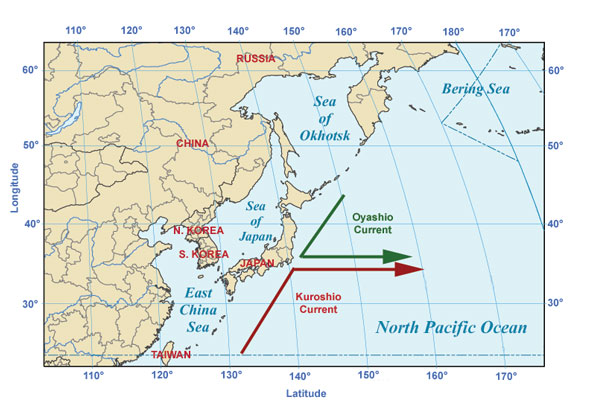
―→ 親潮（千島海流）
―→ 黒潮

黒潮（くろしお、Kuroshio Current）は、東シナ海を北上してトカラ海峡から太平洋に入り、日本列島に沿って東に向かい、房総半島沖に達する海流である。日本近海を流れる代表的な暖流で、日本では日本海流（にほんかいりゅう）とも呼ぶ。
黒潮の一部はさらに北上して東北地方の三陸海岸沖に達し、南下してくる寒流の親潮とぶつかって世界三大漁場の一つを形成する。房総半島で分岐して東に流れ去ったものは黒潮続流と呼ばれる。
貧栄養であるためプランクトンの生息数が少なく、透明度は高い。このため、反射するものが少なく、海色は青黒色となり、これが黒潮の名前の由来となっている。南極環流やメキシコ湾流と並んで世界最大規模の海流である。

## 海域と流路
黒潮・亜熱帯海域
世界で最も生物多様性の高いとされる「Coral Triangle」海域からつながり、黒潮として北上する南西諸島から九州南部沖までの広い範囲を含む海域をいう。マグロ類など大型魚類の産卵海域にあたり高度回遊魚類の回遊ルートにあたる。また、アカウミガメ北太平洋系群の回遊ルートでもある。
黒潮・本州海域
九州南部沖合から房総半島沖で続流となるまでの黒潮とその内側（陸側）の海域をいう。
日本南岸を流れる黒潮は、四国・本州の海岸線にほぼ平行に流れる場合と、南に大きく蛇行する大蛇行流路をとる場合の2パターンが存在することが知られている（「黒潮大蛇行」の節で詳述）。
黒潮反流
四国沖などでは黒潮よりも沖合の亜熱帯水域において西に向かう黒潮反流が形成される。一部は九州・パラオ海嶺周辺海域にも形成される。
黒潮続流・冷水塊海域
房総半島沖で続流となった後、黒潮続流のうち親潮と混合する海域で黒潮親潮移行域あるいは混合水域とも呼ばれる。黒潮親潮移行域あるいは混合水域は黒潮東方分岐海域ともいう。
黒潮続流・暖水塊海域
房総半島沖で続流となった後、黒潮続流が南下して暖水塊となる海域。

## 黒潮の性質
黒潮の幅は、日本近海では100km程度で、最大流速は最大で4ノット（約7.4km/h）にもなる。また、600 - 700mの深さでも1 - 2ノットになることも珍しくない。正確な流量の見積もりは困難であるが、概算で一秒間に2,000万 - 5,000万m3の海水を運ぶと見積もられ、南米アマゾン川の流量の100倍を超える。表層（海面から200m以内）の海水温は夏季で30℃近く、冬季でも20℃近くになることがある。高塩分であり冬季には34.8‰に達する（夏季は34‰以下）。溶存酸素量は5mL/L前後であり、栄養塩濃度は親潮系海水に比べて1桁も少ない。

### 流れの力学
黒潮が流れ続けるエネルギーがどこから生まれるのか、力学的な説明がなされている。偏西風と貿易風と地球の自転からエクマン輸送が生じ、北太平洋の中央に向けて海水が吹き寄せられるためにこの海域の水位が高くなる。偏西風と貿易風が年間を通して定常的に吹くために、高水位状態は維持し続けられ、これによって地球の大気における高気圧と同様に北半球ではこの高い水位の周辺に時計回りの海水の流れが生まれる。これが亜熱帯循環であり、黒潮は北太平洋の中緯度海域を時計回りに流れている亜熱帯循環の一部である。

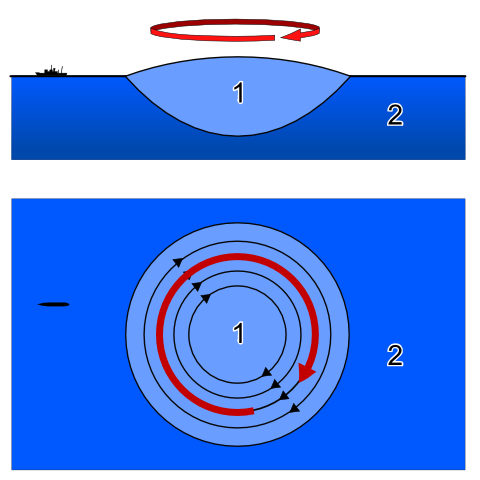
地衡流（北半球）
1.温かく軽い海水 2.冷たく重い海水

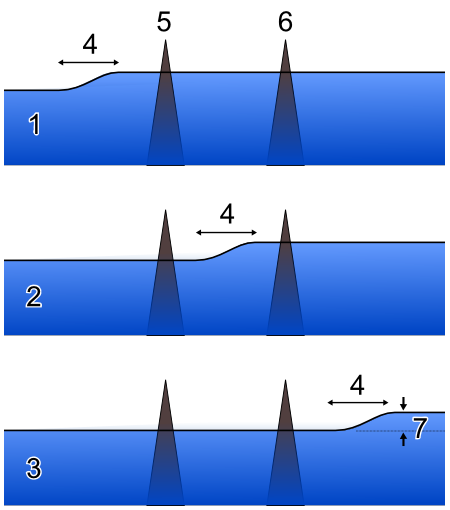
1.黒潮が三宅島の北を流れる場合 2.黒潮が三宅島と八丈島との間を流れる場合 3.黒潮が八丈島の南を流れる場合 4.黒潮の位置 5.三宅島 6.八丈島 7.海面差：約1m

また、黒潮が特に強い流れであることも力学的な説明がなされる。コリオリ係数は赤道ではゼロ、両極で最大となる。コリオリの力が高緯度海域で強く西向き成分が増える風として働くと、結果として海水を南向きに運ぶ力になる。この現象はスペルドラップ輸送と呼ばれる。北太平洋全体に効果が及ぼされるはずのスペルドラップ輸送による南向きの流れも、日本に近い海域では効果があまり発揮されずに、他の広い北太平洋海域の南向き海流の流れの全てを100km程の幅の北向きの海流で補っている。このため、日本とは反対側の南向きのカリフォルニア海流では数十cm/秒の流れも、黒潮では早い所で2m/秒の流れとなる。

### 地衡流と潮位の変化
黒潮は水温の差から生じる密度の違いによって高くなった海面との境目に沿って流れる地衡流であるため、黒潮の流れる位置の違いによって潮位が1mほど変わってくる。

## 黒潮の影響
同緯度地域に比べ、熱帯性の植物や魚介類の分布が北まで広がっていることは、黒潮の影響としてよく挙げられる例である。
気候に関しては、日本列島周辺では冬は北西の季節風が卓越するため、黒潮の流路の北に位置する太平洋側地域では影響は小さく、北大西洋海流が西ヨーロッパ・北ヨーロッパに比較的温暖な気候をもたらすような影響は受けていない。一方で東京などに降雪をもたらす南岸低気圧の移動経路が東海上沖で、黒潮が直進するか大蛇行するかで異なることがわかっており、この黒潮流路の違いは東京の降雪にも影響することが示されている。過去38年間で南岸低気圧が東海上沖を通過した回数に占める東京の降雪回数が大蛇行流路のときは58回中12回（21%）であるのに対し、直進流路のときは25回中0回（0%）であり、大蛇行流路の方が東京で降雪が起こりやすいという顕著な傾向がある。また、対馬海流の流路の南東に位置する日本海側地域では冬の降水・降雪が多く、世界屈指の豪雪地帯となっている（日本海側気候）。なお、夏は南東の季節風が卓越するものの、高温・多湿な小笠原気団がもともと優勢なため、黒潮の直接的な影響は顕著ではない。
日本人の祖先の一部は、南方（台湾・東南アジアなど）から黒潮を利用して日本列島に到達したとの説がある（南方起源説）。ただし、分子人類学的な分析では、日本民族における南方系の遺伝子の比率は低いというのが2016年の時点での一般的な見解である。

## 黒潮大蛇行

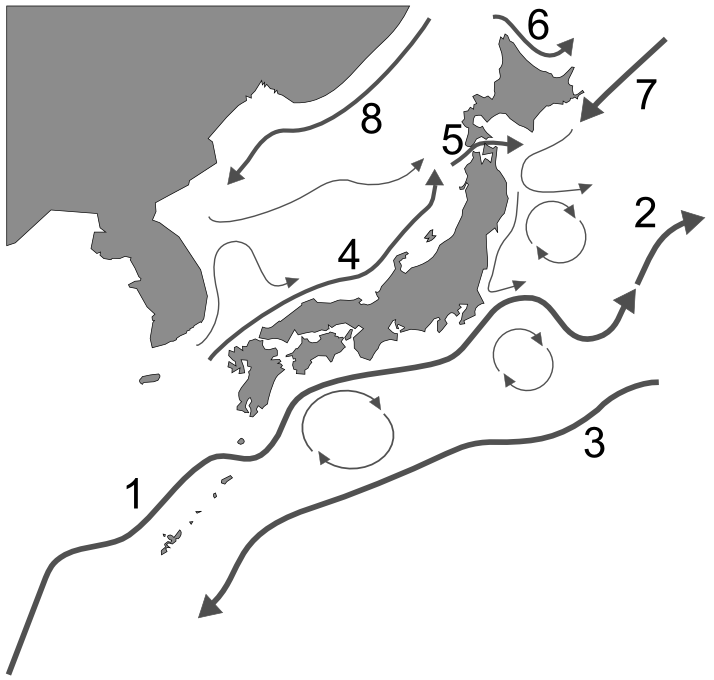
日本列島近海の海流
1.黒潮 2.黒潮続流 3.黒潮再循環流 4.対馬暖流 5.津軽暖流 6.宗谷暖流 7.親潮（千島海流） 8.リマン寒流

日本南岸の黒潮には、大きく分けて2種類の安定した流路のパターンがある。一つは四国・本州南岸にほぼ沿って流れる非大蛇行流路、もう一つは紀伊半島・遠州灘沖で南へ大きく蛇行して流れる大蛇行流路である。この蛇行現象を黒潮大蛇行（くろしおだいだこう）と呼ぶ。この大蛇行は黒潮特有の現象で、メキシコ湾流等他の西岸境界流には見られない。1930年代にこの蛇行現象が知られ、当時は異常現象と考えられたが（そのため古い資料には「黒潮異変」という名称が用いられている）、その後の多くの観測と研究によって、大蛇行は黒潮のとり得る安定流路の一つであることが示された。気象庁が記録を取り始めた1965年以降、2017年8月に始まって2022年4月時点でも続いている観測史上最長の大蛇行で6回目となる。多くの場合1年以上持続するが、消滅は比較的短期間に起こりうる。
海洋研究開発機構主任研究員の美山透（専門は海洋物理学）によると、九州南東沖では複雑な海底地形により反時計回りの渦が発生し、これが黒潮に乗って東へ移動しながら大きくなり、黒潮と拮抗して南へ押しやることで発生する。黒潮を含む海流は、偏西風や貿易風のエネルギーが数年がかりで海に伝わって推進力となる（後述）。東京大学教授の中村尚（専門は気候力学）によると、2010年代前半はこれらの風が弱く、その後の大蛇行に影響している可能性がある。
黒潮大蛇行は、暖水を好むカツオの回遊ルート南下など漁業のほか、本州の天候にも影響を与える。黒潮大蛇行が発生すると、蛇行した黒潮と本州南岸の間に下層の冷たい水が湧き上がって冷水塊が発生し、漁場の位置が変わるなどする。

## 研究史
黒潮は1650年にウァレニウスが、日本海流は1837年にハインリヒ・ベルグハウスが、それぞれの著書に初めて記載したが、日本では古くからその特徴を現した多くの地方名があった。紀伊以西では上り潮（のぼりしお）、以東では下り潮（くだりしお）と呼んでいたのは、京都を中心にして流向を表現したものである。西日本の沿岸漁民の間で使われた真潮（ましお）、本潮（ほんじお）の名は漁における黒潮の重要性を端的に表現したものである。このほかにも東北地方で桔梗水（ききようみず）、上紺水（じょうこんすい）、宮崎で日の本潮（ひのもとしお）、上の沖潮（うえのおきしお）、三陸地方で北沖潮（きたのおきしお）、伊豆七島で落潮(おとしお）などの地域の呼名が存在する。また、黒潮という名前が日本において最初に文献に現れたのは1782年に書かれた佐藤行信の『海島風土記』の八丈島についての記述であるとされており、この中に「……これを島にて黒潮とも山潮とも唱え……」という記述が見られる。
このように黒潮の存在自体は古くから知られていたが、科学的調査は黒船来航によって日本の鎖国を終わらせたアメリカ合衆国と、極東に進出してきた帝政ロシアによって初めて行われた。日本が海洋観測に乗り出した明治中頃、黒潮もその重要な調査対象となり大規模な観測網が敷かれた。特に1930年頃から第二次世界大戦までに当時の農林省水産試験場を中心として行われた一斉観測は黒潮の大要と変動を把握するのに大いに貢献した。一方、1938年から1940年には海軍水路部が頻繁に観測し、当時の話題であった黒潮大蛇行の事態（1935年から10年間続いた）をよく捉え、艦船の航海のために海流予報まで行っていた。第二次世界大戦後は長崎海洋気象台、神戸海洋気象台および気象庁と海上保安庁水路部の共同によって新たに観測が再開された。